# Joey Guðjónsson
Jóhannes Karl Guðjónsson, aussi appelé Joey Gudjonsson, est un ancien footballeur international islandais né le 25 mai 1980 à Akranes. Il évoluait au poste de milieu de terrain. Il est désormais entraîneur de football.
Il a deux frères, Bjarni et Thordur, qui sont également joueurs internationaux. Les 3 frères ont joué ensemble à Genk lors de la saison 1998-1999. Leur père, Guðjón Þórðarson, était également joueur international.

## Biographie

### En club
Au cours de sa carrière, il dispute notamment 12 matchs en première division espagnole, sans inscrire de but, et 32 matchs en première division anglaise, inscrivant deux buts.

### En équipe nationale
Guðjónsson reçoit 34 sélections en équipe d'Islande entre 2001 et 2007, inscrivant un but.
Il joue son premier match en équipe nationale le 15 août 2001 en amical contre la Pologne. Il inscrit son premier (et dernier) but le 22 mai 2002, en amical contre la Norvège. Il joue son dernier match le 17 octobre 2007 face au Liechtenstein, dans le cadre des éliminatoires du championnat d'Europe 2008.

## Palmarès
KRC Genk
- Champion de Belgique en 1999